# Haruki Uemura
Haruki Uemura (上村 春樹?, Uemura Haruki; 14 febbraio 1951) è un ex judoka giapponese.
Dal 2009 è il presidente del Kōdōkan.

## Palmarès
Olimpiadi
- 1 medaglia:
  - 1 oro (Open a Montréal 1976)

Mondiali
- 2 medaglie:
  - 1 oro (Open a Vienna 1975)
  - 1 argento (Open a Losanna 1973)